# Aegomorphus langeri
Aegomorphus langeri es una especie de escarabajo longicornio del género Aegomorphus,  subfamilia Lamiinae. Fue descrita científicamente por Martins, Santos-Silva & Galileo en 2015.
Se distribuye por Bolivia. Mide 10,8 milímetros de longitud.